# II pochód zimowy
II pochód zimowy – rajd żołnierzy Armii Czynnej Ukraińskiej Republiki Ludowej z Polski i Rumunii na terytorium USRR w 1921 roku.

## Przygotowania
Po przegranej wojnie ukraińsko-bolszewickiej ruchem powstańczym w USRR kierował Centralny Ukraiński Komitet Powstańczy (CUKP). Utrzymywał on poprzez kurierów stałą łączność z Sztabem Partyzancko-Powstańczym (SPP) we Lwowie. Dzięki temu gen. Jurko Tiutiunnyk dysponował dokładnymi informacjami na temat stanu ruchu powstańczego i dyslokacji jednostek Armii Czerwonej.
W połowie 1921 roku przygotowania do rajdu na Ukrainę dobiegały końca. Okazało się jednak, że wywiad bolszewicki posiada swoich agentów zarówno w SPP, jak i CUKP. Rząd USRR słał do władz polskich listy protestacyjne, w których żądano zaprzestania popierania organizacji antybolszewickich. Równolegle bolszewicy starali się rozbić ruch ukraiński od środka. Liczni emisariusze odwiedzali obozy internowanych i zachęcali żołnierzy armii URL do powrotu na Ukrainę, obiecując całkowitą amnestię. Jednak mimo trudnych warunków, panujących w obozach internowania, niewielu żołnierzy tym uległo namowom i zdecydowało się na powrót.
Latem 1921 bolszewicy odnieśli szereg sukcesów w walce z ukraińskim ruchem powstańczym. Wojska wewnętrzne CzeKa rozbiły wiele oddziałów partyzanckich; praktycznie zlikwidowany został CUKP. W związku z tym SPP musiał przełożyć termin rajdu, który miał być sygnałem do powstania powszechnego.
Po rozbiciu CUKP szanse powodzenia akcji powstańczej zostały zredukowane praktycznie do zera. Mimo to gen. Tiutiunnyk postanowił przeprowadzić rajd. Pod koniec października 1921 roku utworzono trzy ukraińskie grupy:
- Grupę Besarabską (d-ca gen. Andrij Hułyj-Hułenko)
- Grupę Podolską (d-ca ppłk Mychajło Palij-Sydorjańskyj, a po jego zranieniu ppłk S. Czornyj)
- Grupę Wołyńską (d-ca Jurko Tiutiunnyk)

Razem liczyły one zaledwie około 1500 żołnierzy, źle wyekwipowanych i słabo uzbrojonych.
Plan maksymalny przewidywał opanowanie północnej części Prawobrzeżnej Ukrainy, a dla grupy besarabskiej zajęcie Odessy wraz z przyległymi terenami. W razie powodzenia akcji na opanowane tereny miały wkroczyć z terenu Polski oddziały Armii URL pod dowództwem gen. Ołeksandra Udowyczenki. Na zdobyte tereny miał przybyć Symon Petlura, wezwać ludność do walki partyzanckiej i wypierać powoli jednostki Armii Czerwonej z terenu Ukrainy.
Plan minimalny przewidywał wykonanie rajdu jedynie o znaczeniu propagandowym.

## Atak
Jako pierwsza przekroczyła granicę Grupa Podolska. Przeprowadziła ona ponad 1500 kilometrowy rajd po Podolu i Kijowszczyźnie i po nieudanych próbach połączenia z grupą J. Tiutiunnyka 6 grudnia ponownie przekroczyła granicę i została internowana przez Polaków.
Grupa besarabska, której zadaniem było odwrócenie uwagi bolszewików od pozostałych grup, przekroczyła granicę w okolicach miasteczka Bendery, jednak już po kilku dniach, osaczona przez bolszewicką kawalerię, zmuszona została do zakończenia akcji.
Największe nadzieje kierownictwo ukraińskie wiązało z najliczniejszą Grupą Wołyńską gen. Tiutiunnyka, która przekroczyła granicę 4 listopada. Po trzech dniach grupa odniosła pierwszy i jedyny sukces, zajmując Korosteń. Bolszewicy rzucili przeciw Ukraińcom całą dywizję kawalerii, która niebawem odzyskała miasto. Zagrożony otoczeniem gen. Tiutiunnyk, straciwszy nadzieję na połączenie z grupą Palija-Czornoho, postanowił zakończyć rajd. Jednak w drodze do granicy polskiej jego oddział został otoczony pod miasteczkiem Bazar i rozbity. Podczas zaciętego boju zginęło ponad 500 żołnierzy ukraińskich, około 400 dostało się do niewoli. Pozostałym, wraz z dowódcą grupy, udało się wydostać z matni. Wzięci do niewoli następnego dnia zostali rozstrzelani przez bolszewików.
Egzekucja pod Bazarem stanowiła tragiczny finał tego etapu walki Ukraińców o niepodległość. Klęska grupy gen. Tiutiunnyka skutecznie zniechęciła dowództwo ukraińskie do podejmowania kolejnych podobnych prób działań rajdowych.